# Escuela de Graduados de la Asociación Médica Argentina
La Escuela de Graduados de la Asociación Médica Argentina (EGAMA) se inició en 1977. Concentra distintas actividades educativas que se realizan a manera de Carreras y Cursos de Posgrado, de diversa duración (trienal, bienal, anual, etc.) en la Asociación Médica Argentina (AMA), organización científica sin fines de lucro creada en 1891. Algunas de ellas, forman médicos especialistas. Su Director actual es el Prof. Dr. Armando Arata.